# Luz Saviñón
Luz Saviñón de Saviñón (Puebla, Puebla 1832-Ciudad de México, 1902) fue hija del industrial poblano Gumersindo Saviñón, uno de los fundadores de la empresa textil La Constancia Mexicana. Se casó con Bartolomé Saviñón y Rubín de Celis. Como no tuvieron descendencia, cuando enviudó ella dispuso que su fortuna personal y la que heredó de su marido se dedicaran a la creación de dos instituciones sociales: un colegio y un montepío.

## Filántropa
La señora Saviñón dispuso que "para el colegio se deberían destinar 200 mil pesos de ese entonces y para el monte de piedad estableció que se dedicaran 300 mil pesos, que debería llevar el nombre de Luz Saviñón y que tendría por objeto: 'Beneficiar a las clases menesterosas, otorgando crédito prendario a un tipo de interés menor que las instituciones privadas de la misma especie, procurando su desarrollo y progreso, dotándola de elementos bastantes para su mantenimiento y adelanto...' " 

## Montepío Luz Saviñón
Actualmente, Montepío Luz Saviñón es una de las Instituciones de Asistencia Privada más antiguas de México, con más de 120 años de operación ininterrumpida. Su objetivo sigue siendo otorgar créditos prendarios a tasas de interés menores que las ofrecidas por instituciones privadas, destinando sus excedentes a programas de apoyo social y educativo. La institución cuenta con más de 200 sucursales en el país y ha incorporado servicios digitales, como una aplicación móvil y un portal en línea para la gestión de préstamos y la compra de artículos recuperados.

## Colegio Luz Saviñón (Cerrado en 2015)
El 29 de octubre de 1903 se estableció el colegio en Tacubaya, Ciudad de México. En la actualidad cobra colegiaturas muy bajas y da becas. A pesar de ser pequeño, tiene primaria, secundaria y preparatoria. Su nivel académico lo ubica entre las mejores 160 escuelas del país. Tiene más solicitudes de las que puede atender.
Ubicado desde su fundación en la esquina de las actuales Rufina y Manuel Dublán, ocupa una casona construida y habitada por Juan de Palafox y Mendoza, 18º virrey de la Nueva España y luego arzobispo de la misma.
El Colegio Luz Saviñón I.A.P. nació el 29 de octubre de 1903. El licenciado y también filántropo Rafael Dondé Preciat hizo realidad la voluntad de la señora Saviñón.